# Bateria Spinola
Bateria Spinola (malt. Batterija ta' Spinola, ang. Spinola Battery), znana też jako Fort Spinola – nieistniejąca już bateria artyleryjska w St. Julian’s na Malcie. Zbudowana przez Brytyjczyków w latach 1889–1894. Zburzona, aby zrobić miejsce pod hotel i port jachtowy.

## Historia
Budowa Baterii Spinola, rozpoczęta w roku 1889, zakończona została w roku 1894, kosztem około 5000 funtów. Była częścią nowej serii fortyfikacji przemyślanych dla dział ładowanych od zamka (ang. BL).
Bateria Spinola została ulokowana za Spinola Entrenchment, XVIII-wiecznym wałem obronnym z bastionami, biegnącym od St. Julian's Bay do St. George's Bay. Była pięcioboczna w kształcie, uzbrojenie stanowiły cztery działa, w tym dwa 9,2-calowe ładowane od zamka. Zostały one usunięte w roku 1907.
Opuszczony budynek został podczas I wojny światowej przekształcony w szpital, znany jako Spinola Hospital, służąc rannym od 16 listopada 1915 roku do 27 kwietnia roku 1917. Miał pomieścić do 1000 pacjentów, lecz podczas wojny przyjmował ich jednorazowo nawet do 1168. Bateria była znów w użyciu podczas II wojny światowej, kiedy uzbrojono ją w 4,5-calowe działka przeciwlotnicze. Budynek został mocno zniszczony podczas bombardowań lotniczych.

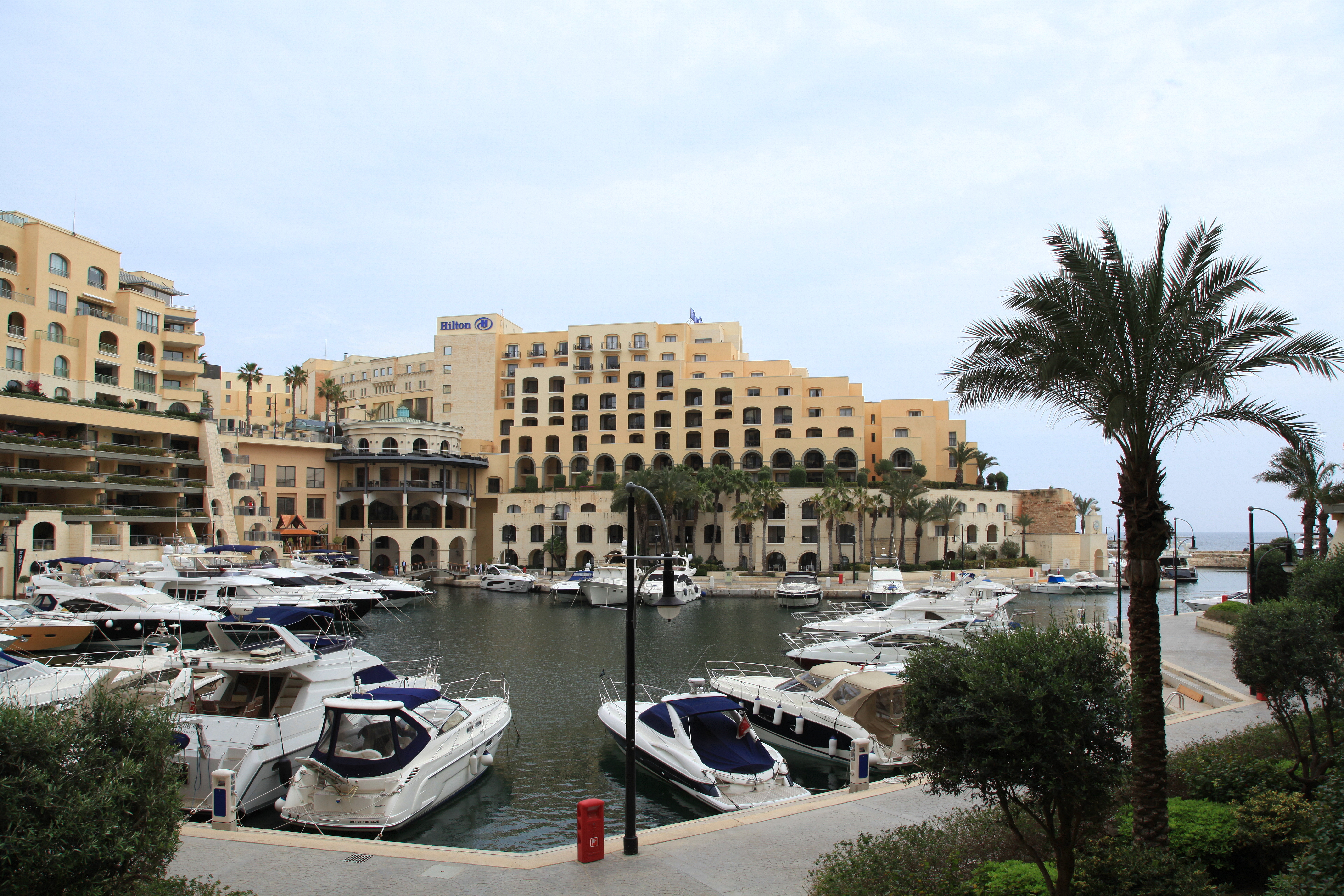
W miejscu, gdzie stała bateria jest teraz Portomaso Marina

W roku 1967 na miejscu baterii zbudowany został Hilton Malta Hotel. W późniejszym czasie budynek hotelu oraz wszelkie pozostałości po baterii kompletnie wyburzono, robiąc miejsce pod port jachtowy i nowy hotel Hilton.